# Radka Dlabolová
Radka Dlabolová (...) è una giocatrice di football americano ceca, che gioca come runningback per le Prague Black Cats..

## Palmarès
- 2 Rose Bowl (2015, 2021)